# Amabela delicata
Amabela delicata là một loài bướm đêm trong họ Noctuidae.